# Керезь, Юрий Григорьевич
Юрий Григорьевич Керезь (1968—1998) — теоретик и практик уголовного права России, преподаватель кафедры уголовно-правовых дисциплин Голицынского пограничного института ФСБ России, прокурор, следователь по особо важным делам военной прокуратуры ЗАТО Краснознаменск (в/ч № 95006). Известен противостоянием с ореховской и медведковской преступными группировками, застрелен наемным убийцей по заказу одинцовского криминального авторитета Белкина. Кавалер ордена Мужества посмертно. Убит в России, похоронен в Беларуси.

## Биография
Родился под Брестом, в маленьком белорусском городке Иваново; получая высшее образование в России, жил в общежитиях Одинцовского района, позже в служебной квартире там же, был женат и имел детей. В июне 1993 года начал работать в органах прокуратуры родной ему Беларуси рядовым помощником Слуцкого межгарнизонного военного прокурора Минской области, но уже с декабря 1993 года Керезь преподавал на кафедре уголовно-правовых дисциплин Голицынского военного института Пограничных войск РФ, где ранее и учился на юридическом факультете. Приказом от 30 июля 1996 года, за подписью Генерального прокурора РФ Юрия Скуратова, был назначен на должность старшего следователя спецпрокуратуры, дислоцированной в подмосковном «военном городке» Краснознаменске. Приобрёл значительный опыт расследования деяний, совершаемых российской организованной преступностью, из-за чего в 1998 году ему было поручено производство сложного уголовного дела ореховской и медведковских ОПГ. Он первым, либо, одним из первых, возбудил уголовное дело о вымогательстве группой лиц, сумел собрать и сохранить доказательную базу, ему даже удалось склонить к сотрудничеству некоторых бандитов. «Впервые в российской истории было возбуждено дело по статье 210 УК РФ (организация преступного сообщества)» писали газеты того времени. С этого момента Керезь, активно расследовавший ряд преступлений в режимном городке Власиха (Одинцово-10), стал получать угрозы жизни, однако продолжил уголовное преследование банды некого Белкина, который лично осуществлял руководство «одинцовским» крылом «ореховской» ОПГ. Керезь, осознавая, что может быть ликвидирован, за несколько дней до покушения зашел к своему соседу, сотруднику ФСБ, и сказал следующее:

«Я залез в такие дела, что уже и сам не рад,— сказал Керезь.— Ну, ты сам все понимаешь. В любой момент могут приехать „гости“. У меня беременная жена и четырёхлетняя дочка, а из оружия — только газовый пистолет. Если что услышишь, помоги, пожалуйста».— «Следователь», газета «Коммерсантъ» №203 от 30.10.1998, стр. 5.
Юрий Керезь погиб 20 октября 1998 года.

## Смерть
Многие следователи, вспоминая про уникальное уголовное дело ореховской братвы, говорили: «Такие дела бывают раз в жизни», что и произошло в случае с Керезем — ему несколько раз выстрелили в голову. Распоряжением одного из лидеров этого преступного сообщества, предположительно, Дмитрия Белкина, Керезь был убит, по одним сведениям, «Сашей-Солдатом», по другим, менее авторитетным «коллегой» Пустовалова — Олегом Прониным. Ранее «Белок» предлагал Керезю за $1 млн закрыть неудобное уголовное дело, а следователь отказался, что, по всей видимости, и послужило главной причиной убийства, причем киллер подошел к заданию творчески и, «одевшись в грязный ватник», «три дня провалялся пьяным в придорожных кустах, поджидая следователя». «Новой газетой» сообщалось, что во время недвусмысленного предложения Белкина, «Керезь дал ему по морде, а днем позже, 20 октября, получил четыре пули в затылок», однако версия рукоприкладства как провокации к убийству не подтвердилась, тем более Керезю неоднократно предлагали взятки и ранее, что обходилось без драк, кроме того, Белкин был культуристом, а Керезь нет. Известно, что Белкин действительно приходил к Керезю на работу с целью коррумпировать его, присылал ходатаев, Керезь же традиционно «высказал намерение упечь всех членов орехово-медведковского ОПС за решетку».
На основании чистосердечного признания телохранителя «Оси» Марата Полянского, который, заключив сделку с правосудием, дал изобличающие сообщников показания, в 2014 году Московский областной суд вынес приговор Олегу Пронину и Дмитрию Белкину, признав их виновными в убийстве Юрия Керезя. Суд приговорил Белкина к пожизненному лишению свободы. Приговор был вынесен несмотря на существенные разногласия присяжных заседателей - их смутило то, что три свидетеля убийства Керезя заявили, что рост убийцы примерно соответствовал росту следователя, который составлял 167 см, а рост Пронина — 183 см, это подозрительное несоответствие особенно педалировали адвокаты обвиняемых. Однако некоторые свидетели обвинения утверждали обратное значительно раньше: так, газета «Коммерсантъ» опубликовала в 1998 году показания очевидца, в которых идет речь о человеке высокого роста:

 Городские улицы были абсолютно пусты — целый день шел проливной дождь. Все, что происходило дальше, известно со слов единственной свидетельницы — соседки Керезя, которая видела убийство из окна своего дома. В сотне метров от подъезда следователя нагнал высокий мужчина. Прогремели выстрелы. Когда Керезь упал, человек, стрелявший в него, забрал кейс и выскочил через дырку в бетонном заборе, окружающем город. (Краснознаменск является военным городком. Попасть в него можно только по спецпропуску.) От четырёх огнестрельных ранений в голову следователь скончался на месте. Поиски убийцы были безуспешными — все следы смыло дождем. — Газета «Коммерсантъ» №203 от 30.10.1998, стр. 5
Некоторые обозреватели отмечали, что Олегу Пронину, носящему пафосное прозвище Аль-Капоне, вменялся лишь эпизод с Керезем — «посягательство на жизнь лица, осуществляющего предварительное расследование», однако за убийство следователя Юрия Керезя «Аль-Капоне» получил 24 года заключения в колонии строгого режима. Скорее всего, наказание было назначено по совокупности приговоров путем сложения сроков. Первоначально следствие предъявляло обвинение в подготовке убийства Керезя Сергею Буторину, но этот эпизод испанская сторона, с которой Россия перед экстрадицией «Оси» согласовывала будущие обвинения, сочла недоказанным, и ему он не был вменен.
Благодаря деятельности Керезя была установлена структура «ореховской» и «медведковской» банд, их состав и численность. В конечном итоге за время расследования из данного уголовного дела в отдельное производство было выделено и направлено в Московский городской суд 9 уголовных дел. За совершение 70 убийств и других особо тяжких преступлений к длительным срокам лишения свободы приговорены 35 активных участников преступной организации, а также лидеры сообщества. Керезь неоднократно отмечал широкие коррупционные связи Ореховской группировки среди силовиков и чиновников, однако эти факты суд во внимание не принял, также не исследовались причины отсутствия в день убийства приставленного к следователю охранника Рината Тумбаева - оперативник утверждал, что его ещё в Москве отпустил сам Керезь. По другой версии, киллер подстерег Керезя у одной из помоек во Власихе, следователь выбрасывал хозяйственный мусор. «Российская газета» писала, что убийца «несколько дней под видом бомжа выслеживал следователя возле его работы».
Резонансный расстрел «ореховскими» следователя Керезя по значимости ставили в один ряд с убийством главы «Фонда социальной помощи спортсменов» Отари Квантришвили, также им приписывают убийство киллера Александра Солоника. Вместе с тем дерзкое убийство должностного лица такого уровня являлось исключительным событием даже для „лихих 90-х“, подобное повторилось лишь спустя 20 лет, когда была убита старший следователь по особо важным делам Управления на транспорте МВД по ЦФО Евгения Шишкина. Такие, вызвавшее активизацию милиции, резонансные преступления обычно не находят понимания и в криминальной среде: известно, что поступок Белкина вызвал раздражение иных профессиональных преступников. Кроме «важняка» Военной прокуратуры Российской Федерации Юрия Керезя, только ореховскими братками были убиты несколько рядовых сотрудников МВД РФ: сержант милиции ОВД на метрополитене Анатолий Глебов и заместитель начальника оперативно-разыскной части ОВД Южного округа Москвы майор милиции Сергей Костенко, превратилось в «висяк» дело о покушении на замначальника отдела по борьбе с оргпреступностью УВД ЦАО Николая Петрова, дела эти фактически не расследовались, как зачастую и многие тяжкие преступления бандитов против граждан, за что правоохранительные органы России критиковались общественностью. К примеру, последнего лидера ореховских Белкина, создавшего свою бригаду «по данным правоохранительных органов, не позднее 1991», объявили в розыск только в 1998, после убийства Керезя, причем он успел скрыться в Европе, был задержан в Испании и экстрадирован в Россию. В целом, когда Дмитрий Белкин заказал убийство следователя Юрия Керезя, и начался закат банды ореховских; по личному распоряжению главы МВД Сергея Степашина и Генпрокурора Юрия Скуратова была создана оперативно-следственная бригада, которая за два года уничтожила банду.

Впервые бандой занялись всерьез в 1998 году в связи с убийством следователя одинцовской военной прокуратуры Юрия Керезя.— «Российская газета» - Неделя №3324 (0) от 18.10.2003.
В народе, недавно пережившем «лихие 90-е», подвиг Керезя остался оцененным далеко не в полной мере: по этому поводу присутствующий в тематической программе «Внимание, розыск!» (два выпуска которой были фактически посвящены противостоянию Керезя и Белкина) прокурор Московской прокуратуры Александр Майшук отметил, что «понятие героя трансформировалось — героями становятся бандиты и убийцы-упыри». Важным отрицательным достижением явилось и то, что в случае с Керезем государственная защита следователей, выступающих участниками уголовного судопроизводства, оказалась не на должном уровне, как позже не сработала и программа защиты свидетелей — киллерам Белкина удалось убить некоторых из них. В 2014 году Белкин был приговорен к пожизненному лишению свободы за 22 убийства, в том числе следователя Юрия Керезя. Бандит вину не признал и безуспешно пытался обжаловать этот и предыдущий приговор Одинцовского горсуда в Мособлсуде.

## Память
Генеральная прокуратура Российской Федерации отметила, что служебная деятельность Керезя является примером мужества и преданности своему долгу, Присяге прокурора (следователя). В связи с тем, что, по неустановленным причинам, документы о награждении Юрия Керезя своевременно поданы не были, Генеральная прокуратура Российской Федерации, признав недочет и посчитав, что факт мужественного исполнения Юрием Керезем служебного долга заслуживает государственной награды, обратилась к Президенту России с соответствующей инициативой. Итогом рассмотрения этого ходатайства стало решение о награждении Юрия Керезя, и 16 марта 2011 года за самоотверженность, мужество и отвагу, проявленные в борьбе с преступностью, Президент России Дмитрий Медведев наградил следователя Керезя орденом Мужества (посмертно). Награда была вручена супруге погибшего следователя прокуратуры Марине Керезь, позже ей подарили… автомобиль!
Ранее Советом депутатов городского округа Краснознаменск Московской области было принято решение об увековечении памяти Юрия Григорьевича Керезя — 5 декабря 2009 года в г. Краснознаменске в торжественной обстановке была открыта мемориальная доска в его честь. Памятная доска размещена на фасаде дома № 9 по улице Октябрьская, где он проживал. Сотрудники специальной прокуратуры по надзору за исполнением законов на особо режимных объектах Московской области чтут память Юрия Григорьевича, хранит память о Керезе его непосредственный начальник, бывший прокурор спецпрокуратуры Владимир Медведев. Участие в мероприятии принимала и Генеральная прокуратура России:

В жизни всегда есть место подвигу. Месяц назад в городе Краснознаменске Московской области мы открыли мемориальную доску на фасаде дома, в котором жил Юрий Григорьевич Керезь. Замечательный, решительный человек. Настоящий прокурорский работник. Он один из первых у нас в стране без дрожи в руках возбудил уголовное дело по статье 210 Уголовного кодекса Российской Федерации «Организация преступного сообщества» в отношении членов так называемой Ореховской преступной группировки. В ходе расследования на Керезя оказывалось давление, предлагались взятки, но он был тверд. Не добившись желаемого, преступники убили мужественного прокурорского работника.— Генеральный прокурор РФ Юрий Чайка, 2010
Похоронен на городском кладбище в родном Иванове Брестской области Беларуси.

## Творчество
Сохраненные семьей трогательные стихи Юрия Керезя публиковались в газетах, декламировались участниками телевизионных программ соответствующей тематики, их помнят коллеги следователя. Известны прощальные строчки Керезя «Пускай пожелтеет, истлеет бумага…»; в 2001 году присутствующий на передаче «Внимание, розыск! — Крепкие орешки?» один из видных прокуроров Прокуратуры Москвы сказал на этот счет: «Юра Керезь — он действительно герой! Как и герои офицеры-подводники, которые, умирая, писали своим любимым письма — не отчаиваться. В темноте и задыхаясь».

Пускай пожелтеет, истлеет бумага,
Но чувства мои не умрут.
Пускай моего не услышите шага,
Но знайте, я с вами, я тут!
И в сердце моем ощутите дыханье,
Мое вдохновенье и грусть,
Мое покаянье, мое прозябанье -
Земным я уже не вернусь!
Но я не хочу, чтоб вы долго грустили.
Друзья, я такой же живой!
Я помню, как в даль паруса уходили
Навек, попрощавшись со мной!
— «Чырвоная звязда» («Янаўскі край») № 6 (8482), 22 студзеня 2010, следователь Юрий Керезь